# 王様はロバ〜はったり帝国の逆襲〜
『王様はロバ〜はったり帝国の逆襲〜』（おうさまはロバ はったりていこくのぎゃくしゅう）は、なにわ小吉による日本の漫画。通称は「王ロバ」。

## 概要
『週刊少年ジャンプ』の巻末で掲載されることが多かったギャグ漫画。ジャンプ誌では毎号7ページが掲載された。初期は1ページ漫画のオムニバス形式だったが、のちに毎回テーマの異なるネタになった。
連載第1回目で不適切な表現のあるネタがあり、そのネタは単行本には掲載されていない。
王様はロバの連載終了後、読者コーナー『ハガキ戦士ジャンプ団』にて王様はロバに出てきたネタがそのまま掲載されてしまった。それから数週後の同コーナーにて、このネタを掲載してしまった事に対するお詫び文が書かれていた。
単行本はジャンプコミックスデラックスで全7巻。2009年に集英社ジャンプリミックスレーベルのコンビニコミック版が全4巻で発売された。通常のコンビニコミックより大きいB5版になっており、表紙や製作の裏話を描いた4コマ漫画などが描き下ろされている。

## 主なシリーズネタ
「○○ラ」
初期に1ページ目のネタとして描かれたシリーズ。さまざまな動物が巨大化してビル街で暴れる。「ゾウラ」、「ウオラ」など。
「集団○○」
さまざまなおとぎ話などの特定の登場人物だけが集団で登場するシリーズ。「集団桃太郎」、「集団水戸黄門」など。
「日本ちょっと沈没」
「日本沈没」のパロディ。「局地的地盤沈下で日本だけが80cm沈んだ（というより80cmまで浸水した）」という設定で、人々の生活をネタにするシリーズ。
組体操シリーズ
たくさんの男達が組体操でさまざまなものを作る。
「風と真理子の物語」
真理子と高代くんによる、ちょっとした恋愛もの。
本作公開当初、週刊少年ジャンプ誌面の中で、なにわは（将来）ジャンプに2本の作品を掲載したいと語っており、本作を別作品として作品末に毎週1ページ掲載することにより、擬似的にそれを実現させた。
中井出シリーズ
「中井出」に無理矢理冒険に連れ出された「金子」がさまざまな体験をする。ちなみに金子は当初名前が無く、話の流れ的に名前を出す必要があるタイミングで判明した。
発案シリーズ
世間に対する色々な不満から、作者が「こんな物を作ったらどうか」と様々な発明のアイデアを発案する。しかし、子供がふざけて回転扉を何度も回る迷惑行為を防止する仕掛けを発案したところ、そのような回転扉はすでに実在していることを編集部から指摘され、それを新たなネタにしたこともあった。
鬼ごっこシリーズ
日本全国を舞台とした鬼ごっこが行われている中、鬼になってしまった娘とその家族を描く。
お見合いシリーズ

## 単行本
『王様はロバ〜はったり帝国の逆襲〜』
集英社〈ジャンプ・コミックス〉、全7巻
1. 1994年12月7日発行、ISBN 4-08-858734-0
「〜ラ」シリーズ、犬大名、集団シリーズ、日本ちょっと沈没、配置がえ、日本中でかくれんぼなど収録。おまけページは「GOGO アリクイ編集者」。なにわ小吉のデビュー作「まるまった亀」（週刊少年ジャンプ93年2号掲載）を収録。
2. 1995年3月8日発行、ISBN 4-08-858705-7
ロミヲとヂュリエット、なめこ襲来、「はぢめて（原始時代）」シリーズ、セリフズレ漫画、1P読切「風と真理子の物語」など収録。
3. 1995年9月9日発行、ISBN 4-08-858735-9
オチ拡大漫画、間取り、1P読切「さくらの詩」「つくしんぼう」、お見合いトーナメント、組体操など収録。「おまけのページ」がスタート、以後最終巻まで続く。
4. 1996年3月9日発行、ISBN 4-08-858736-7
「作品タイトル」シリーズ、出産指摘対決、夢おにごっこ、夫婦げんか鬼ごっこ、篠崎さんなど収録。
5. 1996年10月8日発行、ISBN 4-08-858737-5
擬音・擬態語表現選手権、勝ち抜き催眠術合戦、思い出しりとり、ヤンママ子育て選手権、「中井出」シリーズ（エジプト、海上の杭、落とし穴、大凧）など収録。おまけのページは福岡放浪記。
6. 1997年3月9日発行、ISBN 4-08-858738-3
アイドル失望選手権、屈辱王ゲーム、ネーム漫画、仕事中毒者、透明人間になれる薬、シュエーシャ星人、「中井出」シリーズ（幸せの青い鳥、古着）など収録。
7. 1997年9月9日発行、ISBN 4-08-858739-1
本編「王様はロバ」は7話分のみ。太平洋ひとりぼっち、正義の味方、ガギゴゲゲ星人など収録。単行本を発行するにあたりページ数が大幅に不足しているため、「王様はロバ」連載前後に週刊少年ジャンプ誌に掲載された以下の読切が収録されている。
  - 桜吹雪金さん（週刊少年ジャンプ増刊93年 スプリングスペシャル）
  - 惑星特捜野郎銀次（週刊少年ジャンプ93年 24号）
  - 週刊はったり天国（週刊少年ジャンプ93年 41〜43号）
  - 地底純愛物語 空は土色（週刊少年ジャンプ増刊97 赤マルジャンプ春号）
  - 4コマ漫画「すごろく」「寝正月」（週刊少年ジャンプ正月号）

以上の読切を収録してもまだページ数が不足したため、描き下ろし漫画「僕たちのお見合い'97 夏」が追加収録された。「王ロバ」のノリを踏襲したギャグ漫画である。なお、ジャンプ等に掲載された読切を含め上記のコンビニコミック版には掲載されていない。

『王様はロバ〜はったり帝国の逆襲〜』
集英社〈ジャンプ・リミックス〉、全4巻
1. 2009年3月31日発行、ISBN 978-4-08-109748-7
2. 2009年4月18日発行、ISBN 978-4-08-109755-5
3. 2009年4月30日発行、ISBN 978-4-08-109759-3
4. 2009年5月23日発行、ISBN 978-4-08-109766-1